# فتح قلعة المرقب
وقع فتح قلعة المرقب أو حصار قلعة المرقب عام 1285 وأدى إلى خسارة الصليبيين لقلعة المرقب لصالح الدولة المملوكية. وقد مهد فتح القلعة الطريق لفتح عكا عام 1291.

## الخلفية
تقع قلعة المرقب (المعروفة بMargat) على الساحل السوري، وكانت معقلًا شديد التحصين وخضعت لسيطرة الصليبيين لمدة 200 عام وحكمها فرسان الإسبتارية. حاول بعض السلاطين الأيوبيين والمماليك، بما في ذلك صلاح الدين الأيوبي والظاهر بيبرس، فتحها لكنهم لم يتمكنوا من التغلب على تحصيناتها القوية.
في سبتمبر 1281، أرسل فرسان الإسبتارية في المرقب فرقة من القوات لدعم الغزو المغولي للشام. تم صد الغزو من قبل سلطان المماليك، المنصور سيف الدين قلاوون، الذي هزم التحالف في معركة حمص الثانية. ولمعاقبة فرسان الإسبتارية، قرر قلاوون فتح المرقب.

## الحصار
تحرك المنصور قلاوون بالعسكر المتواجد بالشام وحاصر المرقب في 17 أبريل 1285. يقول المؤرخ ابن أيبك الدواداري:
"دخل السلطان المنصور بجميع العساكر المصرية، ورسم بخروج عسكر دمشق إلى نحو حصن المرقب ثم تقد المناجنيق، ونزل عليها بالجيوش جميعها، ووقع الحصار والحرب، وقاس الناس عليها شدة عظيمة."
وكان الحصار صعبا وأُستشهد العديد من المهاجمين بالسهام والمقذوفات التي أطلقت من القلعة. وكان قلاوون قد أحضر عددًا كبيرًا من المهندسين المصريين، حوالي 1500 مهندس، الذين قاموا بتقويض القلعة بالأنفاق. في 23 مايو، بعد إشعال النار في المناجم، نجحوا في تدمير برج السبير (Tower of the Spur)، وهو أحد الأبراج الرئيسية في الطرف الجنوبي الخارجي للقلعة، واخترقوا بعض الجدران الداخلية. فاجأ الانهيار الإسبتارية وأوقعهم في خسائر فادحة. بعد ذلك، أدركت الحامية أن المزيد من المقاومة لا طائل من ورائها وطلبوا الشروط في اليوم التالي.
تم الاستسلام للقائد المملوكي فخر الدين المقري، ودخل السلطان قلاوون المرقب بعد يومين. قدم قلاوون شروطًا سخية وسمح لقوات الإسبتارية بالمغادرة بشرف، مع السماح لبعض فرسانهم بالركوب بالدروع. وسُمح لهم بالانسحاب إلى طرابلس وطرطوس.

هذا الموقف اعتبره العديد من المؤرخيين وعلى رأسهم المؤرخ جيمس واترسون أنه موقف في قمة الأخلاق العسكرية والشرف العسكري، فيقول:
"سُمِح لفرسان الإسبتارية بإنسحاب مشرف إلى طرابلس."
بعث قلاوون برسالة الانتصار إلى نواب الأقاليم، فيقول:
"وأبدت المعاول من عويل سكانها ما اشفقت عليه القلوب قبل أن تشق أثوابها."
ويقصد أنه من كثرة صراخ أهل المرقب، أشفق العسكر عليهم وهذا واضح من السماح لهم بإنسحاب مشرف.

## ما بعد الحصار
وأمر قلاوون بوضع حامية هندسية وبتحصين القلعة من قبل المهندسين نظرا لأهميتها الاستراتيجية. وأمر بإعادة بناء القلعة بشكل أقوى من ذي قبل. بعد فتح قلعة المرقب، تم فتح قلعة مرقية المجاورة بعد فترة وجيزة.
كان فتح قلعة المرقب يعني فتح الطريق إلى عكا أمام جيش المماليك. تم فتح عكا من قبل خليفة قلاوون، الأشرف صلاح الدين خليل، بعد بضع سنوات في عام 1291، وبذلك أنهى الوجود الصليبي في بلاد الشام.